# Tipula (Lunatipula) cirratula
Tipula (Lunatipula) cirratula is een tweevleugelige uit de familie langpootmuggen (Tipulidae). De soort komt voor in het Palearctisch gebied.